# Lavadora de alta pressão

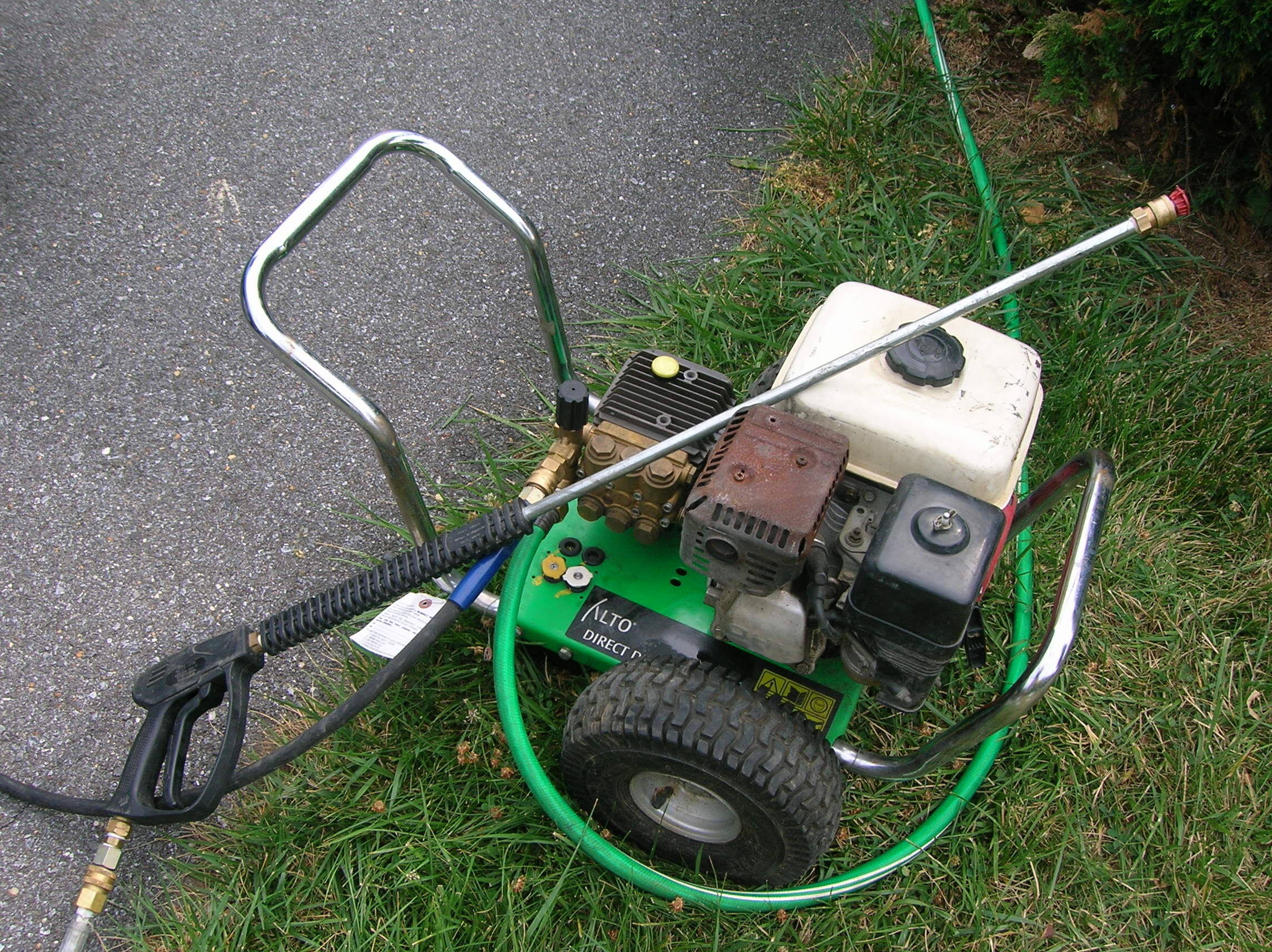
Uma lavadora de alta pressão de uso doméstico

Lavadora de alta pressão sendo usada para remover a pintura antiga de um barco.

Uma lavadora de alta pressão, hidrolavadora ou hidrolimpadora é uma máquina que bombeia água sob pressão através de uma tubulação para a limpeza de superfícies com um jato de água a alta velocidade. Equipamentos como estes operam a pressões de 50 bars (750 psi) até 1.200 bars (30.000 psi) ou mais.  Também são usadas  em desentupimento de tubulação de esgoto destruindo as placas de gordura que acumulam e causam o entupimento.